# Smith Conundrum
Avec Smith Conundrum, roman d'une université américaine, écrit entre 1928 et 1934, Régis Messac donne naissance au roman de campus. Fiction satirique à caractère autobiographique, le roman à pour cadre l'Université McGill à Montréal (Québec) où Messac enseigna de 1924 à 1929.

## Résumé
Pour Marc Angenot, préfacier de l’édition de 2010, « le récit se présente comme une satire féroce de la vie à l'Université McGill dans les années 1920. Un jeune professeur de lettres non conformiste […] s'attire, en dépit d’une élémentaire prudence, d'innombrables difficultés avec la hiérarchie universitaire et notamment avec son chairman, l’ineffable vicomte des Boys de la Tour. Incapable de supporter le spectacle de servilité et de charlatanisme à quoi se réduit, selon l’auteur, la vie académique outre-Atlantique […], exaspéré par le puritanisme américain des années 1920, le professeur A. J. Pluche règle ses comptes avec d’insupportables collègues. »
Auteur au don d’observation incisif, à la plume trempée dans le vitriol, Messac dresse, toujours selon Marc Angenot, un tableau de la vie professorale au quotidien. « Tout ceci, très drôle, très enlevé », sans indulgence ni concession.
« La satire toutefois ne reste pas au niveau superficiel de la caricature. Une réflexion amère et très dure sur la condition professorale se fait jour. Elle peut se résumer dans la phrase désabusée qui tombe des lèvres du professeur Addison, le seul confident du héros : We are a kind of higher club servants… subject to dismissal just like other servants. (Nous ne sommes que des espèces de valets d’un rang un peu plus élevé… qu’on peut congédier d'un jour à l'autre comme n'importe quel serviteur.) »

## Commentaires
Dans sa postface à l’édition de 2010, Robert Michel recherche les sources d’inspiration de Régis Messac pour mesurer « quelle part de vérité contient le récit et quelle place l’auteur laisse à la fiction ». Pour y parvenir, Robert Michel s’est appuyé sur les informations des rapports annuels de l’Université, ainsi que du McGill Daily, du Old McGill, du McGill University Calendars, du McGill News, de la presse montréalaise et des archives de l’Université.
Le patronyme du professeur André J. Pluche tire vraisemblablement son origine du nom l’abbé Pluche (1688-1761), prêtre janséniste, vulgarisateur des sciences, pédagogue, apôtre de l’enseignement public, auteur de la Mécanique des langues et l'art de les enseigner, ouvrage dans lequel il s’insurge contre l'emploi du latin moderne.
Annoncé, en 1935, au catalogue des éditions de la Fenêtre ouverte, Smith Conundrum ne sera publié qu'en 1942 aux éditions de l’Amitié par le livre (Querqueville, Manche). La plupart des chapitres avaient paru sous forme de chronique et sous la signature de Régis Messac du 22 septembre 1928 au 8 août 1931 dans les colonnes du Progrès civique, puis, après la disparition de ce journal, sous la signature de Laurent Zurbarran dans les pages du Quotidien.
La mention portée à la fin de l’édition originale selon laquelle Smith Conundrum a été écrit à Castelnau-le-Lez (Hérault) d’octobre 1930 à février 1931 est erronée. Elle revient à l’éditeur pour qu'en 1942 le roman « ne paraisse pas à des âmes susceptibles une publication d’opportunité ».
L’édition de 1942 fut cependant, dit-on, « envoyée au pilon par les Allemands ». Selon le rapport de Jacques Spitz : la Situation culturelle en France pendant l’Occupation et depuis la Libération, cette édition fut à tout le moins « interdite dès le début de sa mise en vente » par l’Institut allemand. Les stocks conservés près de Cherbourg par l’éditeur périrent en juin 1944 sous les bombardements américains. Il ne subsiste de cette édition originale que de rares exemplaires rescapés.

## Critique
« Pour moi, le meilleur de l’œuvre romanesque de Messac est dans Smith Conundrum, tableau d’une université américaine. » — Roger Denux, « In memoriam », la Tribune des fonctionnaires, novembre 1946.

## Édition
- Smith Conundrum, Querqueville (Manche), L'Amitié par le livre, 1942, 169 pages.

- Smith Conundrum, Paris, Éditions ex nihilo, 2010, 190 pages  (ISBN 978-2916185-11-8)